# 洪紅
洪紅（1947年8月31日—），原名許玉裘，小名阿表，廣東省中山縣人，有說她在6歲開始在廣州市大新公司天臺演出，演花旦，多與蘇少棠合作，但1953年中國大陸已解放4年，在廣州市演粵曲之說法存疑，有待本人證實真偽。1956年  洪紅開始跟吳公俠學戲；1959年 跟文榮勳學曲，1958年及1959年曾經以藝名「許翹楚」在高陞歌壇客串演唱《郎歸晚》、《昭君出塞》、《一代天嬌》；最初為電懋公司的基本演員，1964年8月7日開始曾一度改用藝名『凌仙』，以避免跟洪虹及紅紅混淆，1964年約滿後，先後為長城公司、港僑公司、國邦公司及嶺光公司等演出多齣國語或粵語電影；由於她能操流利英語及法語，曾演出意大利電影、美國電影及德國電影《由香港運出的一副棺材》；1964年5月初曾為美國電視臺到澳門拍攝電視劇；並在1966年的暑期，為香港麗的映聲演出話劇及舞臺粵劇等電視節目。

## 意外
- 1966年10月16日(星期日)下午發生山火，波及洪紅在西貢清水灣的農場，損失慘重[8]。

- 1967年3月17日在其農場裡，因演出古老排場粵劇《劉金定斬四門》，在練習紮腳踩蹺時[9]，跌下10呎山坑重傷，其家人急召車送她到「蘇源跌打醫館」救治，經X光檢查，發現她的膊骨龜裂，肋骨折斷，10天才能康復[10]。

## 自資電影
洪紅投資的翹泰公司的創業作粵語喜劇《矇查查發達》(首映日期：1968年12月4日) ，是洪紅為第一女主角的首齣電影，在1968年6月8日在九龍鑽石山大觀片場開鏡，當晚在「皇宮酒樓」歡宴，張人龍、伍森馥、歐必成、關志信等到場助慶，飾演萬嘉紅。1968年6月26日晚上在聯合錄音室，洪紅、新馬師曾、夏萍、高峰、葉詠霞及羅寶生等演員灌錄10支由羅寶生撰曲的電影插曲。

## 洪紅的家庭
- 洪紅的義父為資深娛樂記者張秋生，因患頸癌在1969年7月3日早上於黃大仙護養院逝世[14]，1969年7月4日下午2時在九龍殯儀館大殮，洪紅、楊潔儀、鍾叮噹與葉麗玲等誼女，皆穿黑色孝袍在靈堂，接待數百位親友[15]。

- 洪紅的胞妹為許家紅，她們的父親許華日在1983年4月13日出殯，執紼人士眾多，陳日新。[16]。

## 外部連結
- 香港電影資料館有關洪紅(許玉裘)參演電影的記錄[永久]